# Gekko takouensis
Espèce
Gekko takouensis est une espèce de geckos de la famille des Gekkonidae.

## Répartition
Cette espèce est endémique de la province de Bình Thuận au Viêt Nam.

## Description
Gekko takouensis mesure jusqu'à 107 mm, queue non comprise.

## Étymologie
Son nom d'espèce, composé de takou et du suffixe latin -ensis, « qui vit dans, qui habite », lui a été donné en référence au lieu de sa découverte, le mont Tà Kóu.

## Publication originale
- Ngo & Gamble, 2010 : A new species of Gekko (Squamata: Gekkonidae) from Tà Kóu Nature Reserve, Binh Thuan Province, Southern Vietnam. Zootaxa, n. 2346, p. 17–28.